# Sarcophaga portschinskyi
Sarcophaga portschinskyi är en tvåvingeart som först beskrevs av Boris Borisovitsch Rohdendorf 1937.  Sarcophaga portschinskyi ingår i släktet Sarcophaga och familjen köttflugor.
Artens utbredningsområde är Ukraina. Arten är reproducerande i Sverige. Inga underarter finns listade i Catalogue of Life.